# Otto Höfer
Otto Höfer (* 3. Februar 1861 in Schandau; † 4. Dezember 1919 in Dresden) war ein deutscher Gymnasiallehrer und Altphilologe.
Höfer besuchte zunächst die Bürgerschule in Schandau, dann in Hainichen, seit 1873 das Gymnasium in Freiberg, seit 1874 die Fürsten- und Landesschule St. Afra in Meißen, wo Ernst Graf sein Klassenkamerad war. Nach dem Abitur 1880 studierte Höfer Klassische Philologie an der Universität Leipzig. Im Mai 1886 legt er das Staatsexamen für das höhere Lehramt ab. Anschließend war er zunächst am Gymnasium zu Wurzen, seit 1887 am Neustädter Realgymnasium in Dresden und seit 1890 am Wettiner Gymnasium in Dresden als Lehrer tätig.
Er verfasste zahlreiche Artikel zur antiken Mythologie für das Ausführliche Lexikon der griechischen und römischen Mythologie von Wilhelm Heinrich Roscher.

## Veröffentlichungen
- Karl Ploetz: Lateinische Grammatik. 4. Auflage neu bearbeitet von Otto Höfer. Berlin, Ploetz 1901
- Mythologisch-Epigraphisches. Dresden, Teubner 1910 (Beilage zum Jahresbericht des Wettiner Gymnasiums zu Dresden auf das Schuljahr 1909/10) PDF